# اجادول
اجادول یک منطقهٔ مسکونی در چاد است که در Hadjer-Lamis واقع شده‌است.